# Bedoeïenen

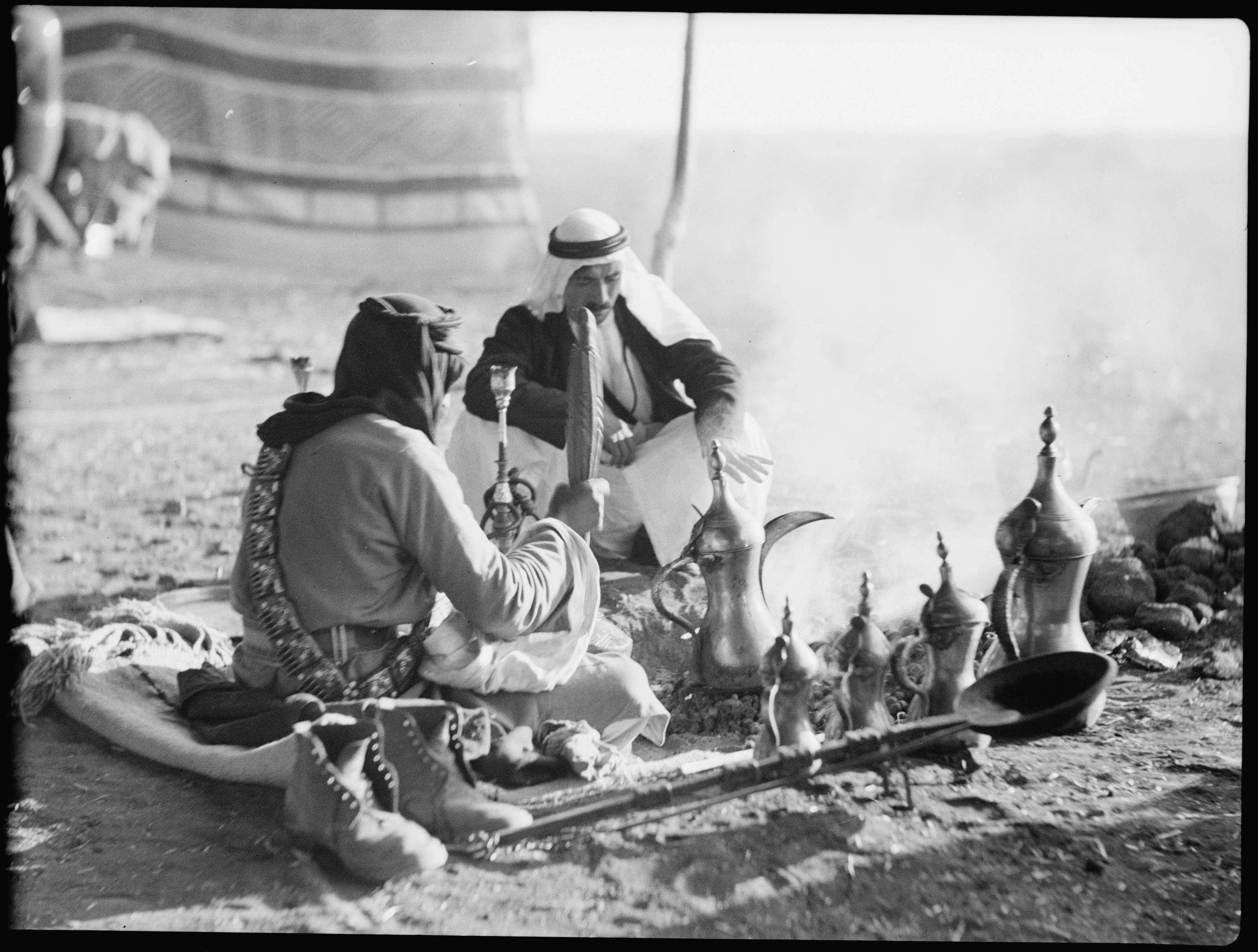
Leven in een bedoeïenenstam in Transjordanië in 1920.

Bedoeïenen zijn voornamelijk woestijnbewoners in het Midden-Oosten en Noord-Afrika. Bedoeïenen leiden vaak een nomadisch of semi-nomadisch bestaan en wonen daarbij meestal in tenten.
Onder meer door invloeden van de Westerse cultuur en het toerisme is het leven van veel bedoeïenen de laatste decennia sterk veranderd, maar een deel leeft nog met tradities en gebruiken die vele eeuwen teruggaan. Zo zullen veel bedoeïenen tegenwoordig in ieder geval een deel van het jaar een sedentair leven leiden.
Het woord bedoeïen is afkomstig van het Arabische: بَدَوِي badawi, dat woestijnbewoner of nomade betekent. Het woord badw, waar dit van is afgeleid, betekent woestijn en heeft zelf ook de betekenis bedoeïenen gekregen.

## Geschiedenis
Het pastoraal nomadisme gaat al ten minste achtduizend jaar terug. Het is echter niet duidelijk wanneer de Bedoeïenen deze levensstijl aangenomen hebben, en of zij mogelijk oorspronkelijk een andere taal spraken. Wel bleek uit genetisch onderzoek dat ze een hoge mate aan basaal Euraziatische afkomst hebben, en daarmee een nauwe verwantschap met de laatpaleolithische bevolking van het Arabisch Schiereiland. Juris Zarins stelde voor dat het pastoraal nomadisme als een culturele levensstijl begon in de nasleep van de klimaatcrisis van 6.200 v.Chr., toen  jager-verzamelaars in de Sinaï samengingen met landbouwers een nomadische levensstijl gebaseerd op dierlijke domesticatie ontstond. Deze ontwikkelde zich tot een circum-Arabian nomadic pastoral complex, daarbij de Proto-Semitische talen verspreidend. 
Historisch gezien hielden de bedoeïenen zich bezig met nomadisch hoeden, landbouw en soms vissen. Ze verdienden ook hun inkomen door goederen en mensen door de woestijn te vervoeren. Door schaarste aan water en permanent weiland moesten ze constant in beweging zijn. 
De bedoeïenen vestigden weinig permanente nederzettingen; er is echter enig bewijs over van traditionele gebouwen. Er zijn ook begraafplaatsen gevonden die bekend staan als nawamis en die dateren uit het einde van het vierde millennium voor Christus. Evenzo zijn openluchtmoskeeën (zonder dak) uit de vroege islamitische periode bekend en nog steeds in gebruik.
Tijdens de 6e eeuw stuurde de Byzantijnse keizer Justinianus Walachije Bosnische slaven naar de Sinaï om het Sint-Catharinaklooster te bouwen. Na verloop van tijd bekeerden deze slaven zich tot de islam en namen ze een Arabische bedoeïenenlevensstijl aan.
Het Ottomaanse rijk zag de bedoeïenen als een bedreiging voor de controle van de staat. In 1858 werd een nieuwe Ottomaanse landwet uitgevaardigd die de juridische gronden bood voor de verplaatsing van de bedoeïenen. Onder de Tanzimat-hervormingen die werden ingesteld toen het Ottomaanse rijk geleidelijk aan de macht verloor, introduceerde de Ottomaanse landwet van 1858 een landregistratieproces dat ook bedoeld was om de belastinggrondslag van het rijk te versterken. Er zijn maar weinig bedoeïenen die ervoor kozen om hun land te registreren bij de Ottomaanse Tapu, wegens gebrek aan handhaving door de Ottomanen, analfabetisme, weigering om belasting te betalen en gebrek aan relevantie van schriftelijke documentatie van eigendom voor de bedoeïenen manier van leven in die tijd.
Aan het einde van de 19e eeuw nam sultan Abdülhamit II andere maatregelen om de bedoeïenen onder controle te krijgen. Als onderdeel van dit beleid vestigde hij loyale moslimbevolking uit de Balkan en de Kaukasus (Circassiërs) in de gebieden die voornamelijk door de nomaden werden bevolkt, en creëerde hij ook verschillende permanente bedoeïenennederzettingen, hoewel de meerderheid van hen niet bleef.
Nog steeds worstelen veel landelijke overheden met deze problematiek. Dit speelt onder meer in Israel, Egypte en Jordanië.

## Bedoeïenen in de Negev en Palestina
Al vele duizenden jaren wonen bedoeïenenstammen in de Negev. Een van de grootste stammen is de Tarabin. Na het uiteenvallen van het Ottomaanse Rijk zijn de bedoeïenen slachtoffer geworden van conflicten en oorlogen tussen de hen omringende landen. Sinds het begin van de zionistische immigratie eind 19e eeuw in Palestina wordt hun leef- en grondgebied door Joodse organisaties, zoals het Joods Nationaal Fonds (JNF) in bezit genomen. Na de Arabisch-Israëlische Oorlog van 1948 werd de Negev bij de staat Israël gevoegd. Sindsdien zijn de daar wonende bedoeïenen Israëlische staatsburgers van Arabische afkomst.

## Bedoeïenen in de Sinaï
Al vele duizenden jaren wonen bedoeïenenstammen in de Sinaïwoestijn. Een van de grootste stammen is de Tarabin. Zoals in de meeste landen in het Midden-Oosten hebben de bedoeïen geen land in bezit, alleen gebruikersrechten. Sinds het midden van de jaren '80 is men de controle over veel van hun land verloren omdat het door de Egyptische regering werd verkocht, onder andere ten behoeve van toerisme. Egypte zag het niet als het land van de bedoeïenenstammen, maar eerder als een staatseigendom.
In de zomer van 1999 vond een grote onteigening van land plaats toen het leger een door bedoeïenen gerunde toeristencamping ten noorden van Nuweiba platgooide onder toezicht van de Dienst voor Toeristische Ontwikkeling (TDA). Deze verwierp de rechten van de bedoeïenen op het grootste deel van het land en zei dat ze vóór 1982 niet aan de kust hadden gewoond. Hun traditionele semi-nomadische cultuur heeft de bedoeïenen kwetsbaar gemaakt voor dergelijke claims.

## Bedoeïenen in Jordanië
Al vele duizenden jaren wonen bedoeïenenstammen in de Jordanië. Een van de grootste stammen zijn de Banū. Veel stammen zijn semi-nomaden. De meeste bedoeïenen van Jordanië wonen in de uitgestrekte woestijnen die zich in oostelijke richting uitstrekken vanaf de Desert Highway. De oostelijke bedoeïenen houden voornamelijk dromedarissen, terwijl de westelijke stammen schapen en geiten hoeden. De stammen hebben geen rechten op het land, al gebruiken ze het wel voor begrazing. Dit leidt met enige regelmaat tot conflicten met de regering. Een groot deel van de Jordaanse bevolking stamt af van de bedoeïenen.
Een van de bekendste leefgebieden van bedoeïenenstammen is Wadi Rum. Deze plaats trekt veel toeristen.

## Fotogalerij

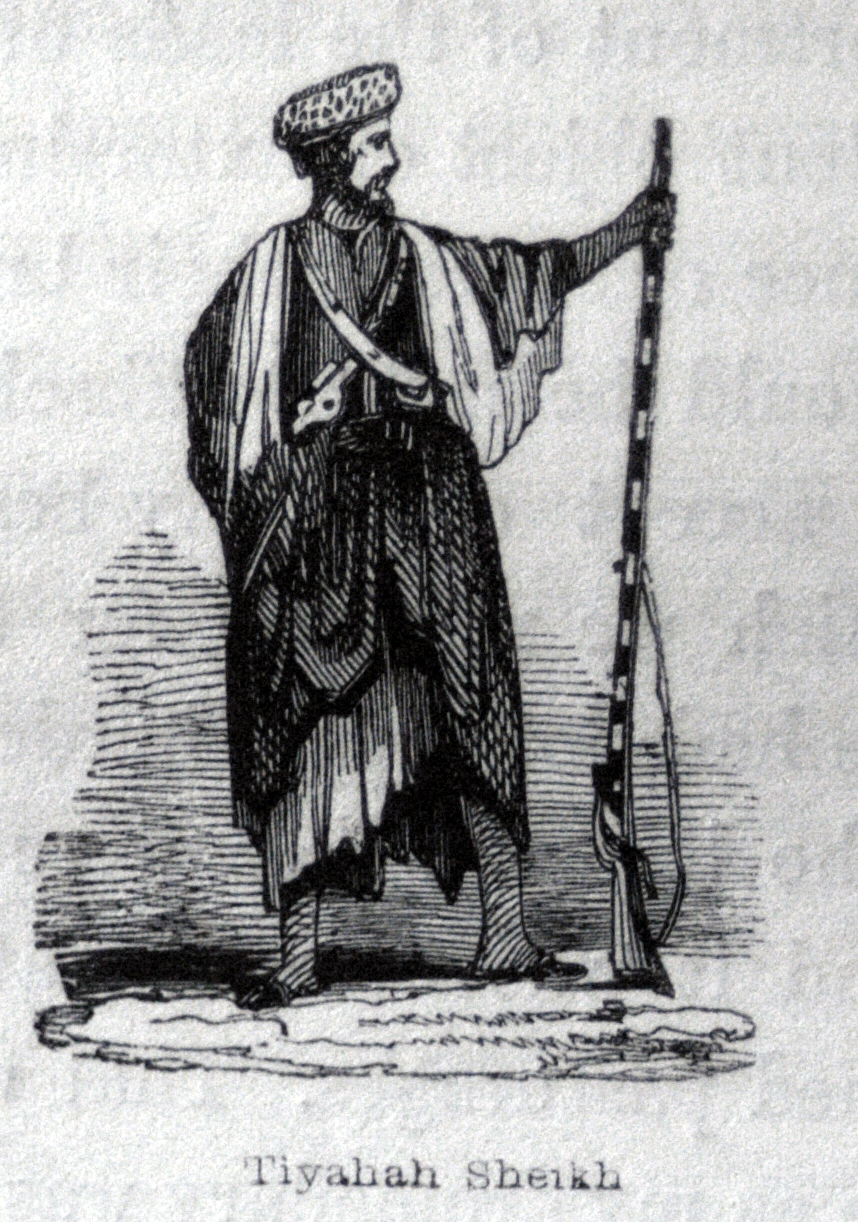
Sheik van de Tiyaha-bedoeïenen, 1847
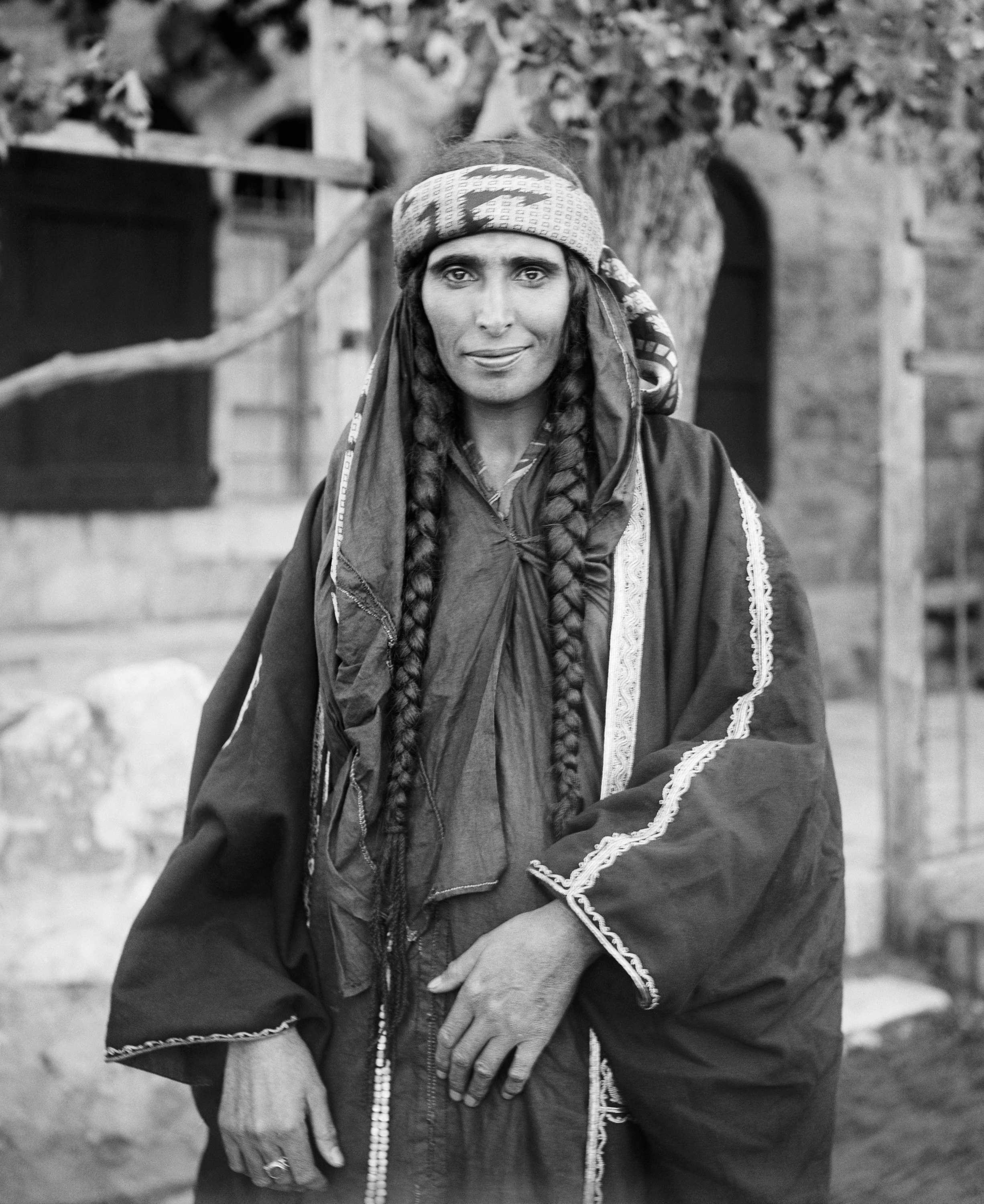
Bedoeïense vrouw in Jeruzalem, omstreeks 1900
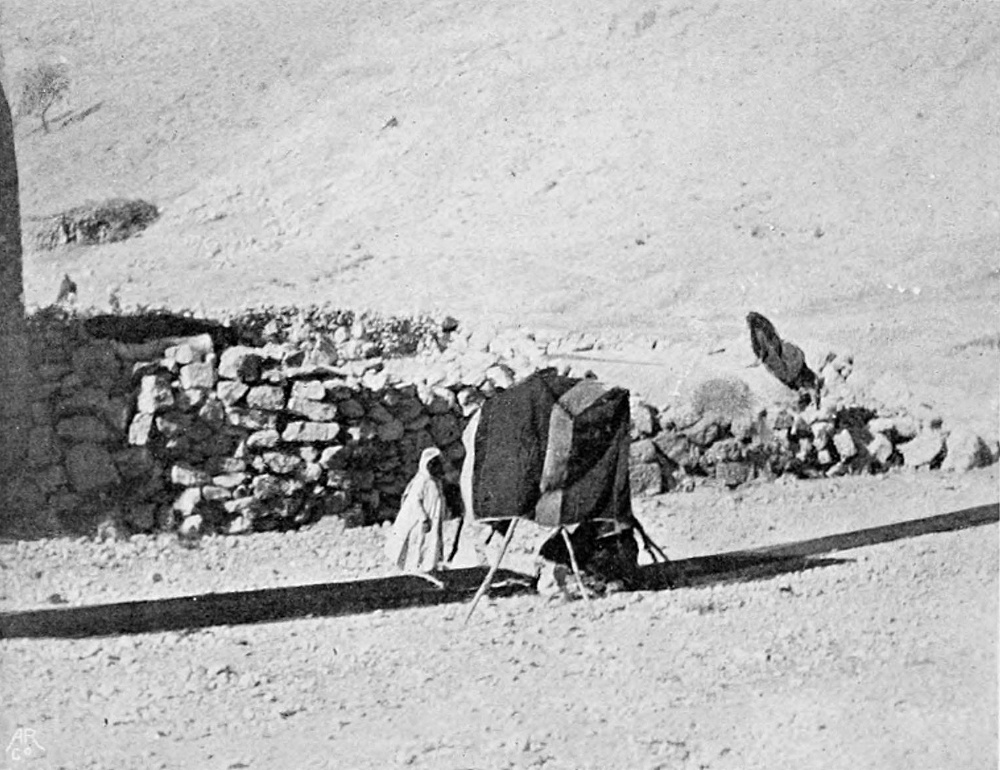
Bedoeïenen weven tenten, Palestina, circa 1900
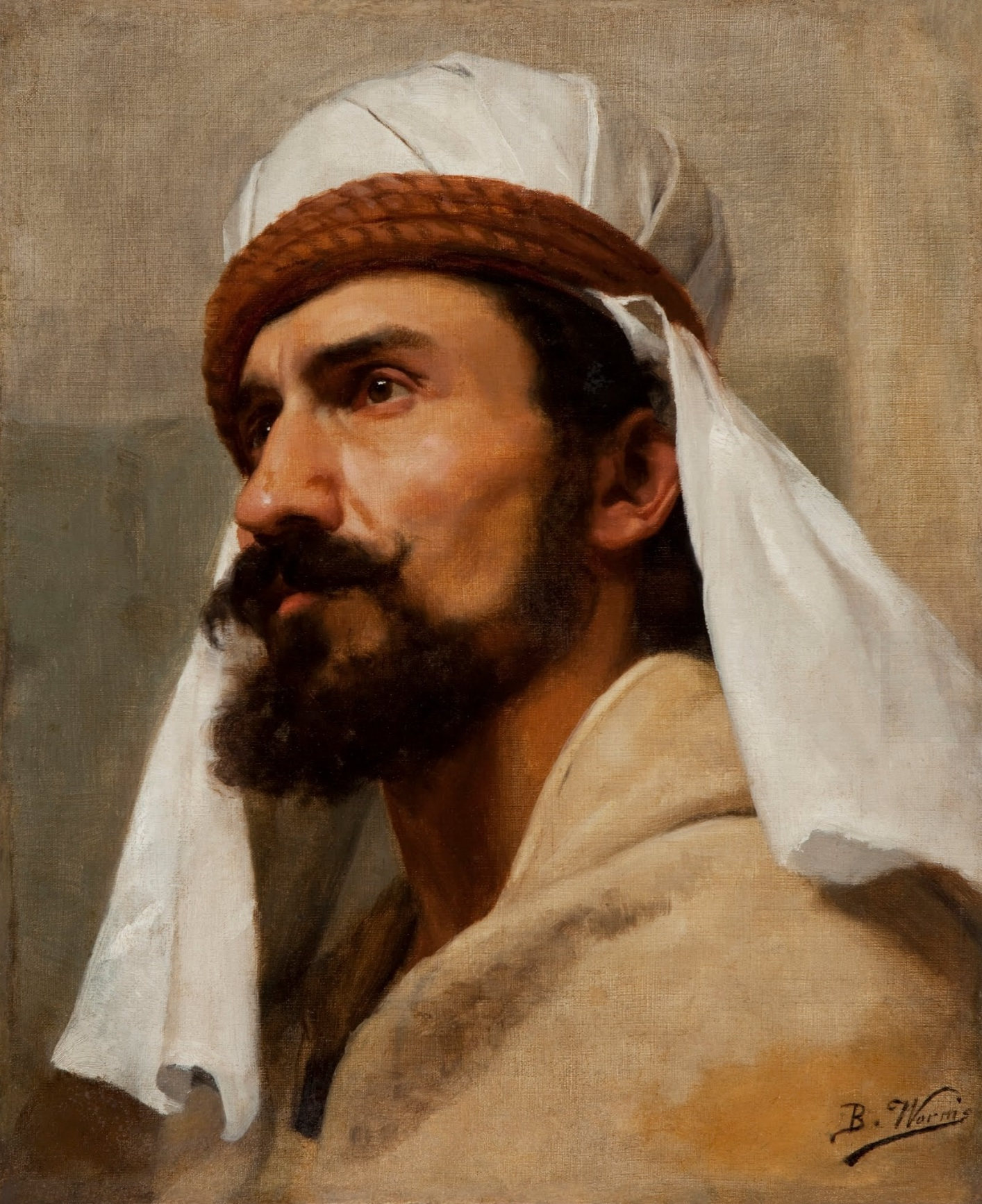
Portret van een bedoeïen door Bertha Worms
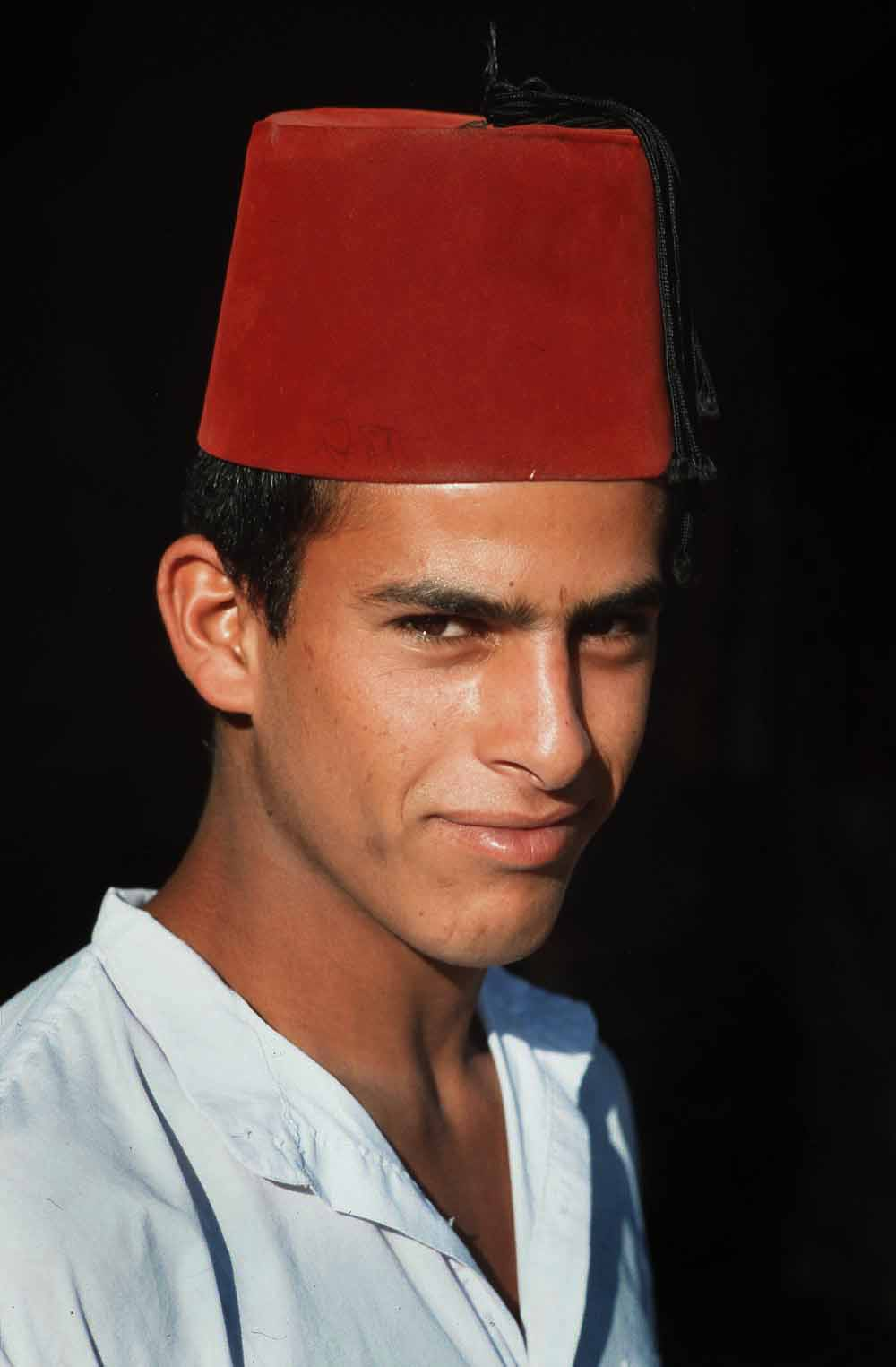
Bedoeïen met fez
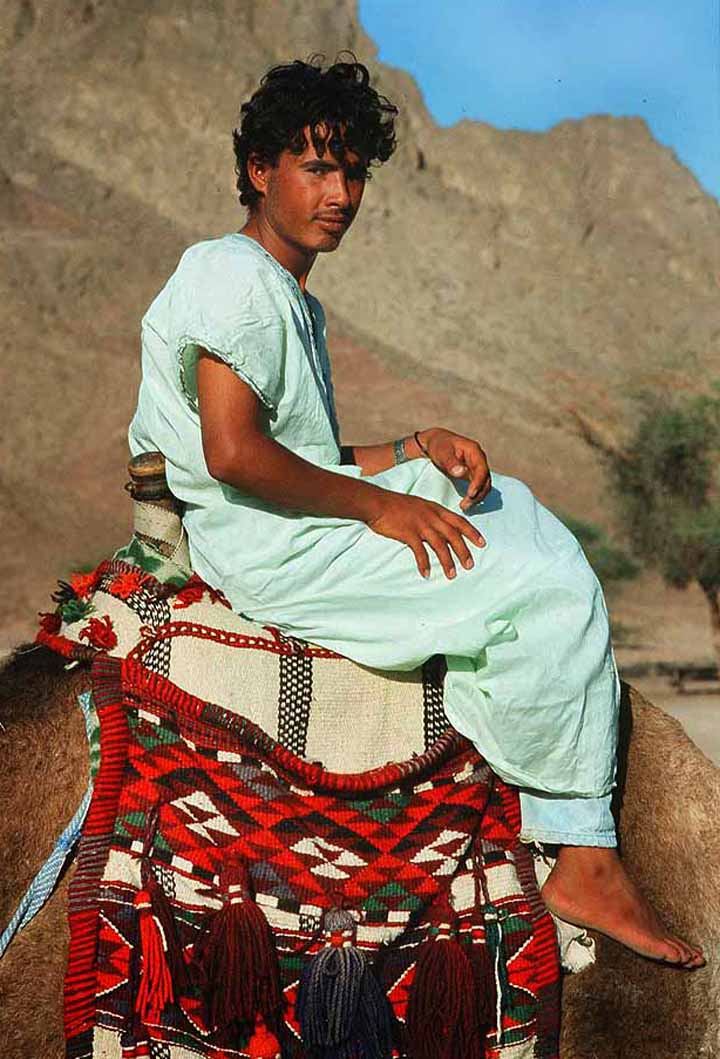
Bedoeïenenjongen in de Negev